# Toussaint Gelton
Toussaint Gelton, född omkring 1630, död 1680, var en nederländsk konstnär.
Gelton utbildades sannolikt i Haag under påverkan av Gerard Dous genremåleri, ävensom av Cornelius van Poelenburgs mytologiska landskap, och blev 1655 medlem av Lukasgillet i Amsterdam. Han uppträdde några år senare i Sverige, där han också uppehöll sig på 1660-talet. 1674 blev Gelton dansk hovmålare och utförde porträtt av flera furstliga personer med mera samt stannade resten av sitt liv i Danmark. Gelton målade omsorgsfullt men något torrt; hans format år vanligen litet, det finns flera miniatyrer i gouache av honom. På Nationalmuseum i Stockholm finns ett porträtt av Karl X Gustav och hans syster Maria Eufrosyne samt av prins Jørgen av Danmark, samt Yngling, skrivande vid ett ljus. Därutöver finns verk av Gelton i flera enskilda samlingar i Sverige, i några tyska museer samt i Danmark, särskilt på Kunstmuseet i Köpenhamn där Nymfer i ett landskap, Den lärde och döden samt Tobias och ängeln.